# Gunnar Örn Jónsson
Gunnar Örn Jónsson, (ur. 30 kwietnia 1985) – islandzki piłkarz grający na pozycji pomocnika.

## Kariera klubowa
Jónsson jest wychowankiem klubu Breiðablik UBK, w którym występował, z przerwą na wypożyczenie do Fjolnir, do 2007 roku. Przez kolejne cztery sezony, w latach 2008-2011 reprezentował barwy Reykjavíkur, a od 2012 roku jest zawodnikiem klubu Stjarnan.

## Kariera reprezentacyjna
W reprezentacji Islandii zadebiutował 24 marca 2010 roku w towarzyskim meczu przeciwko Meksykowi. Na boisku pojawił się w 87 minucie. Do tej pory rozegrał w niej jedno spotkanie (stan na 31 maja 2013).
| Mecze i gole w reprezentacji | Mecze i gole w reprezentacji | Mecze i gole w reprezentacji | Mecze i gole w reprezentacji | Mecze i gole w reprezentacji | Mecze i gole w reprezentacji | Mecze i gole w reprezentacji |
| #                            | Data                         | Stadion                      | Rywal                        | Wynik                        | Gol                          | Rozgrywki                    |
| 2010                         | 2010                         | 2010                         | 2010                         | 2010                         | 2010                         | 2010                         |
| ---------------------------- | ---------------------------- | ---------------------------- | ---------------------------- | ---------------------------- | ---------------------------- | ---------------------------- |
| 1.                           | 24.03.2010                   | Charlotte, USA               | Meksyk                       | 0:0                          | 0                            | towarzyski                   |

## Sukcesy
- Mistrz Islandii: 2011 (KR)
- Puchar Islandii: 2008, 2011 (KR)
- Puchar Ligi Islandzkiej: 2010 (KR)